# Giovanni Gonzague (1671-1743)
Giovanni Gonzague (26 juillet 1671, Mantoue - 27 octobre 1743, Mantoue) est un noble italien issu de la maison franco-italienne de Gonzague-Nevers. Il est le premier fils illégitime de Charles III Ferdinand de Mantoue, dernier duc de Mantoue et de Montferrat, et d'Eleonora Parma. Toute sa vie il prétendit aux nombreux titres de son père.

## Biographie

### Jeunesse
Giovanni Gonzague naît le 26 juillet 1671 à Mantoue. Il est le fils illégitime de Charles III Ferdinand de Mantoue, dernier duc de Mantoue, duc de Montferrat, 3e prince d'Arches, duc de Guastalla et comte de Rodigo et Rivalta et d'une de ses maîtresses : Eleonora Parma.
Giovanni aurait dû entreprendre une carrière ecclésiastique, mais, en 1683, sa grand-mère paternelle Isabelle-Claire d'Autriche qui craignait que la Maison de Gonzague ne s’éteigne (Charles III Ferdinand de Mantoue était en effet le dernier Gonzague légitime) envoya une missive au Pape Innocent XI en le priant d’intercéder auprès de l'empereur pour demander la succession du duché de Mantoue pour son neveu.
Il fut éduqué par les jésuites de Bologne puis retourna à Mantoue en l'an 1700. La même année, il fut nommé, grâce à son père, abbé de la Basilique palatine de Santa Barbara mais il renonça par la suite à cette charge en 1701,.

### Prétentions
Giovanni fut envoyé à Paris où il épousa en 1705 Charlotte Isabelle de Combarel du Gibanel (née en 1686), fille de Pierre de Combarel du Gibanel. La famille de Combarel du Gibanel était une famille de la noblesse originaire du Bas-Limousin dont le premier membre connu fut Hugues de Combarel, évêque de Tulle en 1419 à 1421 ; elle possédait le château du Gibanel situé à Argentat-sur-Dordogne,.
En 1706, il revient à Mantoue et son père le nomme gouverneur d'Acqui où il part vivre. À la suite de l'occupation autrichienne, Giovanni est contraint de fuir et il se réfugie d'abord à Crémone puis à Mantoue.
En juillet 1708, son père Charles III Ferdinand de Mantoue meurt et Giovanni revendique donc, bien qu'inutilement, la succession au duché de Mantoue et au duché de Montferrat. Parmi ses trois enfants, seul son aîné Filippo Gonzague revendiqua aussi cette succession.
Giovanni Gonzague meurt le 27 octobre 1743 à Mantoue.

## Descendance
Giovanni Gonzague épouse à Paris en 1705 Charlotte Isabelle de Combarel du Gibanel, fille de Pierre de Combarel du Gibanel. Ils ont trois enfants :
- Chiara Gonzague (morte en 1770), épouse du comte Girolamo Sannazzaro (mort en 1772).
- Francesca Gonzague (1708 - 1794), épouse du comte Antonio Mazzetti.
- Giovanni Filippo Gonzague (1709 - 1778), militaire en artillerie. Prétendant au duché de Mantoue et au duché de Montferrat[1]. Il épouse Rosalia Batthyány qui était la fille d'Adam Batthyány, comte de Németh-Újvár, et d'Eleonora Maddalena von Strattman. La famille Batthyány était l'une des plus anciennes, des plus puissantes et des plus célèbres familles de magnats hongrois, qui a fourni à la Hongrie un grand nombre de militaires et d'hommes d'État dont des Palatins et des Premiers ministres de Hongrie, des bans de Croatie et de Bosnie[1].

### Généalogie descendante
Généalogie descendante de Giovanni Gonzague :
- Giovanni Gonzague (1671-1743).
  - Chiara Gonzague (morte en 1770), épouse du comte Girolamo Sannazzaro.
  - Francesca Gonzague (1708 - 1794), épouse du comte Antonio Mazzetti.
  - Filippo Gonzague (1709 - 1778).
    - Eleonora Gonzague, épouse de Giuseppe Barretta, duc de Simeri et marquis de Mesagne.
      - Maria Gabriella Barretta-Gonzague (1770 - 1847), épouse de Girolamo Sersale, 8°Prince de Castelfranco et 8°Duc de Cerisano.

    - Elisabetta Gonzague (né en 1735), épouse du Marquis Ludovico Venturelli.